# Guerra dels Farrapos
Guerra dels Farrapos o Revolució Farroupilha fou un conflicte separatista ocorregut entre 1835 i 1845 a la llavors província de Rio Grande do Sul, aconseguint la regió de Santa Catarina (República Juliana) al sud del Brasil. En l'època del període de la regència en Brasil, el terme "farrapos" (esquinçalls) era despectivament imputat als liberals pels conservadors (chimangos) i amb el temps va adquirir una significació elogiosa, sent adoptada amb orgull pels revolucionaris, de forma semblant al que va ocórrer amb els sans culottes en èpoques de la Revolució Francesa.

## La guerra
Durant aquest període Rio Grande do Sul es va constituir en una república independent (República Riograndense) els presidents de les quals foren Bento Gonçalves da Silva i Gomes Jardim. La revolució, de caràcter separatista, va influenciar moviments que van ocórrer en altres províncies brasileres, com la Revolució Liberal que vindria a ocórrer en São Paulo en 1842 i Revolta denominada Sabinada en Bahia el 1837, ambdues d'ideologia liberal. Es va inspirar en la guerra d'independència de l'Uruguai, mantenint connexions amb la nova república del Riu de la Plata, a més de províncies independents argentines, com Corrientes i Santa Fe. El conflicte es va estendre de 20 de setembre de 1835 a 1 de març de 1845, i en ell va participar Giuseppe Garibaldi.

## Conseqüències
Tractat de Ponche Verde de l'1 de març de 1845 va oferir als rebels una amnistia completa, plena incorporació a l'exèrcit imperial i l'elecció del següent president provincial. Tots els deutes de la República Riograndense van ser pagats per l'Imperi i un aranzel del 25% es va introduir a les importacions. El Tractat no va indicar clarament si les repúbliques Riograndense i Juliana es mantenien independents, i es van mantenir en l'Imperi com dos estats de la República Federativa de Brasil, Rio Grande do Sul i Santa Catarina.